# 20.0 Megaquake
Pour plus de détails, voir Fiche technique et Distribution.
20.0 Megaquake (parfois appelé simplement Megaquake) est un téléfilm catastrophe américain réalisé par Jared Cohn avec McKenzie Westmore, Grant Bowler et Tyler Christopher, sorti en 2022.

## Synopsis
San Francisco est frappée par une série de secousses sismiques qui sèment la destruction et la panique. Les scientifiques craignent l’arrivée d’un méga-tremblement de terre, d'une magnitude 20 jamais vue dans l'histoire, qui raserait totalement la ville. Par chance, une équipe d’experts en catastrophes naturelles (l’équipe R.E.A.C.T.) a été récemment formée. Ses membres vont tenter d’empêcher le séisme de se produire depuis son épicentre prévu, et de sauver autant de vies que possible,,,.

## Distribution
- McKenzie Westmore : Molly
- Grant Bowler : Eric
- Tyler Christopher : Griffin
- William Baldwin : Sénateur Carlson
- Tori Griffith : Chrissy
- Jessie B. Evans : Clay
- Adam H. Marchand : David
- Tola Lawal : Yolanda
- Mica Javier : Natasha
- Jack Pearson : Sven
- Ace Christensen : Lang
- Juliet Angelina Hernandez-Mark : Ava
- Paul Logan : Goldstone
- Gabi Singh : Rebekah Pauling
- Leo Vargas : Neame
- Allen Richard Perada : Donnenfeld
- Usman Ojibara : Fox
- Jonni Garro : Amy
- Jessica DeBonville : Anela
- Joe Roche : Charlie
- Christopher A. Smith : Clark
- Paula Fiumano : Dave
- Kevin Hummel : Gene
- Jeffery Thomas Johnson : Guillermin
- William Guirola : Jimmy
- Tammy Klein : Juge Taylor
- Edmund Kwan : Keala
- Erika Degraffinreaidt : Linda
- Jessica Lea Risco : Mme Jones
- Hannah Sulak : Olivia
- Ayanna S. Flemings : Réceptionniste Deanna
- Kyle Connors : Roger (agent de police en patrouille)
- Kerry Wieder : Erika Rossier
- Asher Samuel : Stevie
- Ashley Ahlquist : le psychothérapeute
- Timothy Jones : Vosk[1],[2]

## Production
Le téléfilm a été produit par le studio The Asylum. Il est sorti en 2022 aux États-Unis, son pays d’origine, et le 25 juillet 2023 en France sur Amazon Prime Video.

## Réception critique
Sur Rotten Tomatoes et Letterboxd, les spectateurs jugent que le film est tellement mauvais qu’il en devient drôle. Le scénario est bancal, le jeu des acteurs peu inspiré, les effets spéciaux en images de synthèse ratés,. Dans le genre invraisemblances et comique involontaire, ils notent le jargon pseudo-scientifique mal maîtrisé, deux Karen se disputant, chacune persuadée que sa solution est la meilleure, des rochers qui tombent (d’où ?) sur un pont alors que celui-ci est au milieu de la baie, un immeuble entier surfant, et un scientifique qui mesure la puissance du séisme avec un compteur Geiger.
Sur AlloCiné, les spectateurs lui ont donné la note de 1,3 sur 5 étoiles.